# Judith Auer

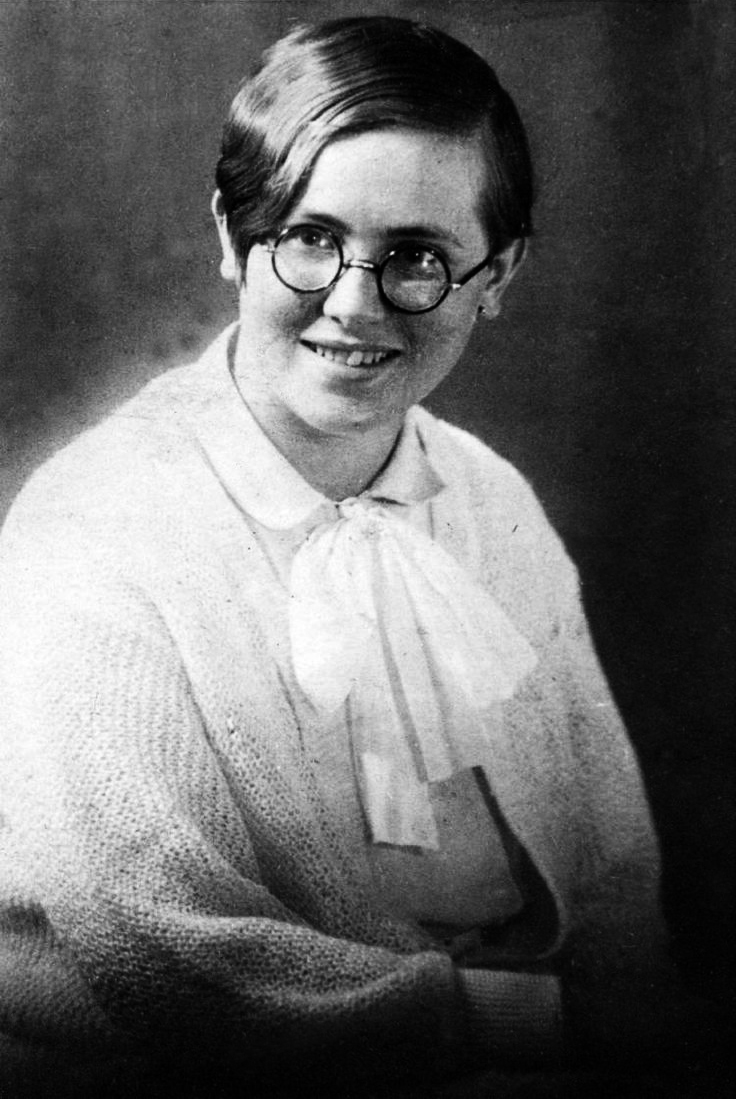
Judith Auer

Judith Auer (geborene Vallentin; * 19. September 1905 in Zürich; † 27. Oktober 1944 in Berlin-Plötzensee) war eine Widerstandskämpferin gegen den Nationalsozialismus.

## Leben
Judith Vallentins Eltern waren der Schauspieler und Publizist Franz Vallentin (1882–1918) und seine Frau Margaret, geborene Hoffmeister (1878–1917). Ihr Onkel Richard Vallentin und ihr Cousin Maxim Vallentin waren beide ebenfalls am Theater tätig. Die Familie lebte ab 1907 in Berlin, wo die Eltern Freundschaft mit Karl Liebknecht und Rosa Luxemburg schlossen. Die Liebknecht-Kinder waren Spielkameraden von Judith und ihren Geschwistern. Judith und ihre Schwester Margarete Vallentin, genannt Ruth, besuchten zunächst eine Privatschule, dann das Lyzeum und absolvierten das Abitur. Sie wurden nach dem frühen Tod der Eltern von einer vermögenden jüdischen Familie erzogen. Die Zwillingsgeschwister Andreas und Gabriele, am 30. Juli 1910 geboren, waren in ein Kinderheim und später zu Pflegeeltern gegeben worden. Judith Vallentin begann entsprechend ihrem Berufswunsch, Pianistin zu werden, ein Musikstudium, das sie jedoch bald darauf aus finanziellen Gründen abbrechen musste.
1924 trat sie als Studentin dem Kommunistischen Jugendverband Deutschlands (KJVD) bei und zog 1925 nach Berlin. Hier heiratete sie 1926 den KPD-Funktionär Erich Auer (Scheidung 1939). 1927 trat sie der KPD bei. 1928 ging sie mit ihrem Ehemann nach Moskau und arbeitete dort im Büro der Kommunistischen Internationale.
1929 wurde ihre Tochter Ruth geboren. Um Geld zu verdienen, lernte Auer Schreibmaschine und Stenografie. Sie nahm eine Stelle bei einer Einrichtung der KPD an und schloss sich der Agitpropgruppe „Das Rote Sprachrohr“ an, die von ihrem Cousin Maxim Vallentin geleitet wurde. Ab 1933 beteiligte sie sich an der antifaschistischen Aufklärungsarbeit und verbreitete Flugblätter gegen die Aufrüstung und die drohende Kriegsgefahr.
1937 fand sie bei der AEG im Kabelwerk Oberspree in Berlin Arbeit; zunächst wieder als Stenotypistin, dann ab 1939 als Einkäuferin. Auer erhielt hier Kontakt zur Widerstandsgruppe um den Schweißer Fritz Plön, die wiederum Kontakt zur Saefkow-Jacob-Bästlein-Organisation hatte.
Auer verwaltete die Finanzen ihrer Widerstandsgruppe und nutzte dienstliche Fahrten für Kurierdienste, so insbesondere zur Kontaktaufnahme zu Theodor Neubauer und Magnus Poser in Thüringen. Sie versteckte Franz Jacob nach seiner Flucht aus Hamburg mehrere Monate lang in ihrer Wohnung im Gehrenweg 63 in Berlin-Bohnsdorf.
Am 7. Juli 1944 wurde Judith Auer an ihrem Arbeitsplatz verhaftet. Sie wurde vom Volksgerichtshof gemeinsam mit Bruno Hämmerling und Franz Schmidt zum Tode verurteilt und am 27. Oktober 1944 in Berlin-Plötzensee unter dem Fallbeil hingerichtet, ein Foto ihrer Tochter in der Hand haltend. Auf die Frage vor Gericht, ob sie denn nicht an ihre Tochter gedacht habe, antwortete sie: „Eben darum, weil ich an meine Tochter denke, bin und bleibe ich Kommunistin.“ In ihren Akten steht, von der Oberlehrerin des Frauengefängnisses in der Barnimstraße vermerkt: „Zart von Natur, dabei tapfer und reif in seltenem Ausmaße. Voll Güte. Überzeugungstreu. Tapfer und beherrscht bis zum Ende.“
Die Tochter Ruth wurde von Judiths Schwester Gabriele im östlichen Teil Berlins in einem Gartenhaus versteckt. Ruth, Gabriele und der Bruder Lucas entgingen als „Halbjuden“ dem Holocaust. Gabrieles Zwillingsbruder Andreas floh in die Sowjetunion, wurde dort aber 1936 verhaftet und starb an Erschöpfung in einem sowjetischen Arbeitslager. Judiths Schwester Ruth, nach der sie ihre Tochter benannt hatte, konnte mit ihrer Familie auf abenteuerlichen Umwegen über Paris in die Schweiz entkommen. Sie lebte bis zum Februar 2002 in Israel.

## Ehrungen

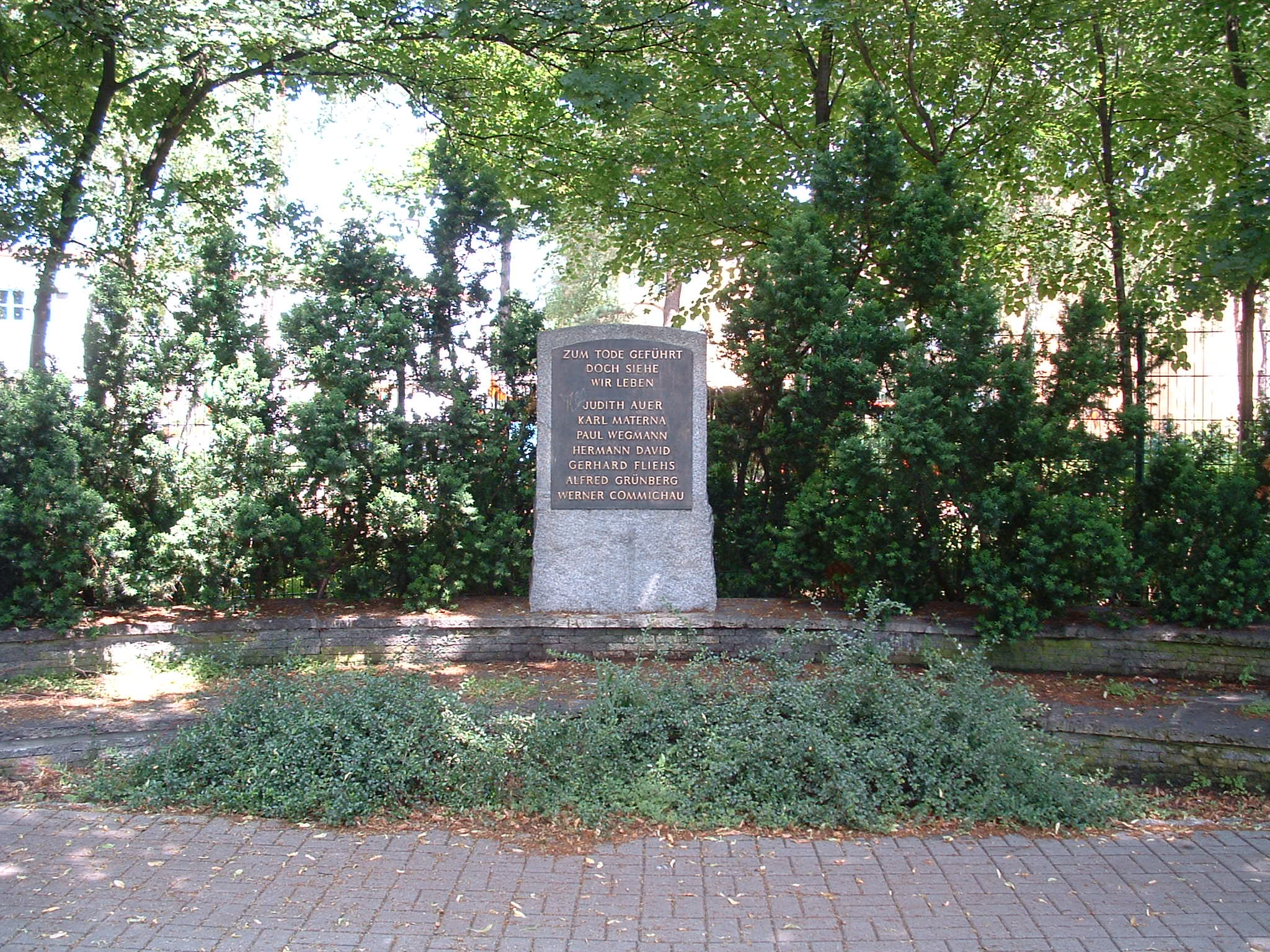
Gedenkstein in Berlin-Bohnsdorf, als erste genannt Judith Auer

In der DDR wurde Judith Auer durch die Benennung mehrerer Straßen (unter anderem in Berlin-Fennpfuhl, Jena-Lobeda) und öffentlicher Einrichtungen geehrt, darunter einem Kinderheim in Barth. In der Berliner Judith-Auer-Straße befindet sich das Seniorenheim „Judith Auer“.